# دانیل بوم
دانیل بوم (آلمانی: Daniel Böhm؛ زادهٔ ۱۶ ژوئن ۱۹۸۶) ورزشکار دوگانه اهل آلمان است.